# Ceriagrion citrinum
Ceriagrion citrinum е вид водно конче от семейство Coenagrionidae. Видът е уязвим и сериозно застрашен от изчезване.

## Разпространение
Разпространен е в Бенин и Нигерия.